# Corridoio Atlantico
Il corridoio Atlantico è il settimo dei nove assi prioritari del sistema di reti transeuropee dei trasporti (TEN-T).

## Percorso
Il Corridoio Adriatico attraversa quattro nazioni europee: Portogallo, Spagna, Francia e Germania. Lungo la sua rotta passa per: Lisbona, Aveiro, Porto, Madrid, Valladolid, Bilbao, Bordeaux, Tours, Parigi, Rouen, Metz, Strasburgo e Mannheim.